# Leave Me Alone (singel Michaela Jacksona)
Leave Me Alone – piosenka autorstwa Michaela Jacksona wydana jako ósmy singiel, który promował album Bad. Utwór nigdy nie był wykonywany na żywo. Jest on odpowiedzią Jacksona na ataki ze strony prasy.

## Lista utworów

### Wydanie oryginalne
Singiel 7”
| 1. | „Leave Me Alone” | 4:40  |
|    |                  |       |
| 2. | „Human Nature”   | 4:05  |
|    |                  |       |
|    |                  | 08:45 |
|    |                  |       |
Singiel 12”
| 1. | „Leave Me Alone”                 | 4:40  |
|    |                                  |       |
| 2. | „Human Nature”                   | 4:05  |
|    |                                  |       |
| 3. | „Don’t Stop ’Til You Get Enough” | 6:04  |
|    |                                  |       |
|    |                                  | 14:49 |
|    |                                  |       |

### SingielVisionary
CD
| 1. | „Leave Me Alone” (album)                  | 4:40  |
|    |                                           |       |
| 2. | „Another Part of Me” (Extended Dance Mix) | 6:18  |
|    |                                           |       |
|    |                                           | 10:58 |
|    |                                           |       |
DVD
1. „Leave Me Alone” (teledysk)